# Пузыри (Семёновский район)
Пузыри (укр. Пузирі) — село,
Пузыревский сельский совет,
Семёновский район,
Полтавская область,
Украина.
Код КОАТУУ — 5324586701. Население по переписи 2001 года составляло 268 человек.
Является административным центром Пузыревского сельского совета, в который, кроме того, входят сёла
Бурбино,
Василяки,
Лукашовка и
Строкачи.

## Географическое положение
Село Пузыри находится на расстоянии в 1 км от села Лукашовка и в 2-х км от села Василяки.

## История
Пузыри образованы слиянием после 1945 года поселений: Пузырево (Черевков), Сотницкий и Новая Худолеевка